# 여범규
여범규(余範奎, 1962년 6월 24일 ~ )는 대한민국의 전 축구 선수 및 지도자이다.

## 개요

### 지도자 경력
2012년 12월 6일 광주 FC의 2대 감독으로 선임되었으나 시즌 중 사임했다.

## 경력

### 선수 경력
- 1986년 ~ 1992년  대우 로얄즈
- 1993년  완산 푸마